# Fahrzeug+Karosserie
Fahrzeug+Karosserie ist ein deutsches Fachmedium. Das monatlich erscheinende Magazin ist das offizielle Organ des Zentralverband Karosserie- und Fahrzeugtechnik (ZKF) und wird seit 2016 von der Vogel Communications Group herausgegeben.

## Inhalte
Erstmals 1947 erschienen, richtet sich Fahrzeug+Karosserie an Karosserie- und Lackierbetriebe sowie an Fahrzeugbauunternehmen.
Im Fokus der Berichterstattung stehen dabei die Themen Karosserie- und Fahrzeugbau, Karosserieinstandsetzung sowie Lack und Mechanik. Fahrzeug+Karosserie versorgt seine Leser mit Hintergrundwissen und Verbandsinformationen des ZKF. Fester Bestandteil jeder Ausgabe ist ein, auf die Ausbildung zum Karosserie- und Fahrzeugbaumechaniker ausgerichteter, Schulungsteil.
Das Magazin wird auf der Webseite sowie mit einem wöchentlichen Newsletter fortgesetzt. Zudem gibt es seit Januar 2021 auf der Webseite und im Newsletter exklusive Plus-Artikel für die Abonnenten des Fachmediums.

## Veranstaltungen
Fahrzeug+Karosserie richtet die jährlich stattfindende Veranstaltung „Würzburger Karosserie- und Schadenstage“ aus. Dabei geht es um die Themen „Karosserieinstandsetzung“ und „Schadensrecht“. Die Teilnehmer sind Karosserie- und Lackbetriebe, Sachverständige und Rechtsanwälte oder kommen aus dem Bereich der Versicherungen. Darüber hinaus veranstaltet das Fachmedium das „Forum Fahrzeugbau“ sowie das „Kfz-Sachverständigen Forum“. Während des Forums Fahrzeugbau treffen sich Hersteller von Nutz- & Sonderfahrzeugen, um sich über aktuelle Entwicklungen und Herausforderungen in der Fahrzeugbaubranche auszutauschen. Zielgruppen des Kfz-Sachverständigen Forums sind in erster Linie Kfz-Sachverständige sowie Rechtsanwälte und Karosserie- und Lackbetriebe, die sich mit den Themen „Bewertung“ und „Unfallschadenabwicklung“ befassen. Darüber hinaus veranstaltet das Fachmedium seit 2020 das „Onlineforum Werkstattrecht“. Hier behandeln Rechtsanwälte die von Werkstätten häufig benötigten rechtlichen Themen, wie Schadensrecht, Wettbewerbsrecht, Arbeitsrecht usw.